# Ошибки юности
«Ошибки юности» — советский художественный фильм 1978 года, снятый режиссёром Борисом Фруминым.
Он был показан в программе «Особый взгляд» на Каннском кинофестивале 1989 года.

## Сюжет
Отслужив в рядах Советской армии, Дима Гурьянов продолжает поиски себя. Смена обстановки, уход от одной женщины к другой, командировка на Крайний Север… Калейдоскоп событий кружится всё активнее. Однако герою по-прежнему нет покоя. Всё бы ничего, но за теми поисками он всё меньше видит людей вокруг, обижает их, ломает чужие судьбы.

## В ролях
- Станислав Жданько — Дмитрий Гурьянов
- Марина Неёлова — Полина
- Наталья Варлей — Зина
- Юрий Чернов — Панькин
- Николай Караченцов — Гена
- Юрий Дубровин — директор совхоза
- Вадим Яковлев — Валерьян
- Афанасий Кочетков — отец Димы
- Нина Мамаева — мать Димы
- Михаил Васьков — Фёдор Бурков
- Николай Пеньков — Костик
- Изабелла Чирина — Алёна, стюардесса
- Нина Архипова — мать солдата на пляже

## Восприятие
Как отмечал критик New York Times Уолтер Гудман, «„критический реализм“ помешал выходу фильма; Фрумин покинул Советский Союз в 1979 году и был приглашён в лишь 1988-м для завершения съёмок». По его мнению, «главная ошибка этого советского фильма — блуждающий сценарий, который мало что говорит о Мите, кроме общей неудовлетворённости». Игру Жданько Гудман посчитал невыразительной. Киновед Денис Рузаев в своей статье для журнала «Сеанс» писал: «Игнорировать одиннадцать лет, проведённые „Ошибками юности“ на полке — значит, и игнорировать парадоксальную, кровавую, но читающуюся и в казарменной завязке, и в самих злых глазах Гурьянова рифму с ключевым эпизодом советской истории. Останься сержант Гурьянов с его образцовой армейской выправкой в 1978-м на сверхсрочную, он вполне мог бы уже через год оказаться в Афганистане — вышел же фильм аккурат к выводу войск, уже после десятков тысяч цинковых гробов и куда большего числа сломанных, потерянных судеб».